# Mohamed Doumbouya
Pour les articles homonymes, voir Doumbouya et Mohamed.
Mohamed Doumbouya est un footballeur international guinéen né le 18 juillet 1978 à Conakry. C'est un attaquant qui évolue actuellement à Bergerac où il est arrivé en 2012 en provenance de l'Étoile Football Club à Singapour. Il signe en 2016 a l'USC Paray Foot. Il aura évolué dans la majeure partie de sa carrière en National. Arrivant en France à l’âge de 14 ans il intègre centre de formation du SC Bastia avant de partir pour Gueugnon où il signa son premier contrat professionnel à l’âge de 17 ans. 
Son fils Sory Doumbouya intègre le centre de formation du DFCO en 2016 et apparaît avec l’équipe de Ligue 1 à quatre reprises en décembre 2018. International guinéen U23, il ne signe pas pro à Dijon et tente de se relancer au niveau amateur en 2019.

## Carrière

### En club
Comme de nombreux footballeurs africains débarquant en Europe, Mohamed Doumbouya touchera de près durant de nombreuses années le football professionnel sans jamais y accéder pleinement, mis à part lors de la saison 1996-1997 au cours de laquelle il dispute 5 matches en Division 2. Avec Libourne St-Seurin, il connaîtra la joie de la montée du National vers la Ligue 2 en 2006 mais quittera pourtant le club et ne rejouera pas dans cette division. 
C'est à Bourg-Péronnas qu'il connaîtra sa saison la plus prolifique en but en inscrivant 18 buts en 2001-2002. Il est alors un jeune espoir mais sa carrière ne décollera pas pour autant et ce malgré son départ vers l'ambitieux club du Stade Brestois. Végétant en DH avec l'USM Saran, il décide en 2011 de s'exiler. 
Doumbouya côtoiera pour la première fois le football professionnel en s'engageant avec l'Étoile FC, club francophone de Singapour, composé en majeure partie de joueurs, comme lui, qui végétant entre le National et le CFA, ne sont pas parvenus à exploser. Malgré une première partie de saison convaincante, il quitte le club, en proie à des difficultés administratives et qui n'a notamment plus le droit de jouer en S League. 
Il revient alors en France où il signe à Bergerac, en CFA2.
En 2023, à 45 ans, il joue toujours au football, en R3 avec l'équipe réserve de l'USC Paray Foot, et occasionnellement en R2 avec l'équipe première.

### En sélection
Mohamed Doumbouya a été récompensé de ses performances régulières sur les pelouses françaises par une unique sélection avec l'équipe nationale de Guinée au cours de laquelle il inscrira deux buts.